# Wnory-Wandy
Wnory-Wandy est un village polonais de la gmina de Kobylin-Borzymy, dans le powiat de Wysokie Mazowieckie, voïvodie de Podlachie, au nord-est du pays.
Il est situé à environ 16 km au nord-est de Wysokie Mazowieckie et à 40 km à l'ouest de la capitale régionale Białystok.